# ماگودهو (نونو آتول)
ماگودهو (به لاتین: Magoodhoo) یک منطقهٔ مسکونی در مالدیو است. ماگودهو ۴۰۱ نفر جمعیت دارد.